# Ormosia hengchuniana
Ormosia hengchuniana là một loài thực vật có hoa trong họ Đậu. Loài này được T.C. Huang, S.F. Huang & K.C. Yang miêu tả khoa học đầu tiên năm 1990.